# علی بن یوسف
علی بن یوسف (انگلیسی: Ali ibn Yusuf؛ درگذشته ۲۶ ژانویه۱۱۴۳) پنجمین پادشاه مرابطان بود که از ۱۱۰۶ تا ۱۱۴۳ میلادی به حکمرانی مشغول بود.